# SFINAE
SFINAE(대체 실패는 오류가 아님, Substitution failure is not an error)는 C++에서 템플릿 매개변수에 자료형이나 값을 넣을 수 없어도 오류가 발생하지 않는 상황을 말한다. 이를 이용한 프로그래밍 테크닉을 설명하기 위해 SFINAE라는 줄임말을 최초로 사용한 사람은 David Vandevoorde이다.
더 자세히 설명하자면, 함수 오버로드 후보 집합을 만들 때 그 중에는 템플릿 매개 변수에 자료형이나 값이 대입된 경우가 있을 수 있다. 이 대체 과정에서 발생한 오류가 C++ 표준이 허용하는 것이라면, 컴파일러는 컴파일 오류를 보고하지 않고, 후보 집합에서 그 후보를 제외한다. 만약 하나 이상의 후보가 남고 오버로드 결정(Overload Resolution)에 성공한다면, 호출이 정상적으로 이루어진다.

## 예시
다음은 SFINAE의 기본 예시이다. 
```
struct
 
Test
 
{

  
typedef
 
int
 
foo
;

};

template
 
<
typename
 
T
>

void
 
f
(
typename
 
T
::
foo
)
 
{}
  
// 정의 1

template
 
<
typename
 
T
>

void
 
f
(
T
)
 
{}
  
// 정의 2

int
 
main
()
 
{

  
f
<
Test
>
(
10
);
  
// 정의 1을 호출한다.

  
f
<
int
>
(
10
);
   
// SFINAE 덕분에

                
// int::foo가 없으므로 오류 없이 정의 2를 호출한다.

}

```

 위 예제에서, f<int>를 사용했을 때 int 내부에 foo 가 정의되어 있지 않기 때문에 T::foo에서 대체 오류가 발생하지만, 유효한 함수가 후보 집합에 남아있기 때문에 이 프로그램은 잘 작동한다.
이 개념은 잘못된 템플릿 선언이 사용되는 것을 막기 위해(헤더 파일이 포함되었을 때 등) 도입되었지만, 많은 개발자들이 이러한 점을 이용해서 컴파일 시에 활용할 수 있는 검사 기법을 만들어냈다. 특히 SFINAE는 템플릿을 인스턴스화할 때 템플릿 전달인자의 속성들을 정할 수 있도록 해준다.

예를 들어, SFINAE를 사용하면 주어진 자료형에 특정 typedef가 포함되어있는지 확인할 수 있다. 
```
#include
 
<iostream>

template
 
<
typename
 
T
>

struct
 
has_typedef_foobar
 
{

  
// 자료형 "yes"와 "no"는 다른 크기를 가지도록 보장되어있다.

  
// 여기서 sizeof(yes) == 1 이고 sizeof(no) == 2이다.

  
typedef
 
char
 
yes
[
1
];

  
typedef
 
char
 
no
[
2
];

  
template
 
<
typename
 
C
>

  
static
 
yes
&
 
test
(
typename
 
C
::
foobar
*
);

  
template
 
<
typename
>

  
static
 
no
&
 
test
(...);

  
// 만약 test<T>(nullptr)를 호출한 결과의 sizeof가 sizeof(yes)와 같다면,

  
// 첫번째 오버로드가 호출된 것이고 주어진 자료형 T는 foobar라는 내부 타입을

  
// 가지고 있다.

  
static
 
const
 
bool
 
value
 
=
 
sizeof
(
test
<
T
>
(
nullptr
))
 
==
 
sizeof
(
yes
);

};

struct
 
foo
 
{

  
typedef
 
float
 
foobar
;

};

int
 
main
()
 
{

  
std
::
cout
 
<<
 
std
::
boolalpha
;

  
std
::
cout
 
<<
 
has_typedef_foobar
<
int
>::
value
 
<<
 
std
::
endl
;
  
// false를 출력

  
std
::
cout
 
<<
 
has_typedef_foobar
<
foo
>::
value
 
<<
 
std
::
endl
;
  
// true를 출력

}

```

T 내부에 자료형 foobar가 정의되어 있으면 첫번째 test가 후보로 선택되고 널포인터 상수가 성공적으로 전달된다. (이 때 호출 결과의 자료형은 yes이다. ) 반대의 경우, 사용할 수 있는 유일한 함수는 두번째 test이고 결과의 자료형은 no이다. 여기서 생략 부호는 아무 자료형이나 받을 수 있으면서, 변환 순위가 가장 낮기 때문에 가능한 경우 첫번째 함수가 호출되도록 만든다. 이를 통해 모호성을 없앨 수 있다.

## C++11에서 더 단순하게 사용하기
C++11에서는 위 코드를 다음과 같이 더 단순하게 사용할 수 있다. 
```
#include
 
<iostream>

#include
 
<type_traits>

template
 
<
typename
...
 
Ts
>

using
 
void_t
 
=
 
void
;

template
 
<
typename
 
T
,
 
typename
 
=
 
void
>

struct
 
has_typedef_foobar
 
:
 
std
::
false_type
 
{};

template
 
<
typename
 
T
>

struct
 
has_typedef_foobar
<
T
,
 
void_t
<
typename
 
T
::
foobar
>>
 
:
 
std
::
true_type
 
{};

struct
 
foo
 
{

  
using
 
foobar
 
=
 
float
;

};

int
 
main
()
 
{

  
std
::
cout
 
<<
 
std
::
boolalpha
;

  
std
::
cout
 
<<
 
has_typedef_foobar
<
int
>::
value
 
<<
 
std
::
endl
;

  
std
::
cout
 
<<
 
has_typedef_foobar
<
foo
>::
value
 
<<
 
std
::
endl
;

}

```

Library fundamental v2 (n4562)에서 제안된 탐지 패턴 표준을 이용하면, 위 코드를 다음과 같이 쓸 수 있다. 
```
#include
 
<iostream>

#include
 
<type_traits>

template
 
<
typename
 
T
>

using
 
has_typedef_foobar_t
 
=
 
typename
 
T
::
foobar
;

struct
 
foo
 
{

  
using
 
foobar
 
=
 
float
;

};

int
 
main
()
 
{

  
std
::
cout
 
<<
 
std
::
boolalpha
;

  
std
::
cout
 
<<
 
std
::
is_detected
<
has_typedef_foobar_t
,
 
int
>::
value
 
<<
 
std
::
endl
;

  
std
::
cout
 
<<
 
std
::
is_detected
<
has_typedef_foobar_t
,
 
foo
>::
value
 
<<
 
std
::
endl
;

}

```

Boost의 개발진은 boost::enable_if과 같은 방법으로 SFINAE를 사용하였다.